# Stenopogon pyrrhomus
Stenopogon pyrrhomus är en tvåvingeart som först beskrevs av Christian Rudolph Wilhelm Wiedemann 1818.  Stenopogon pyrrhomus ingår i släktet Stenopogon och familjen rovflugor. Inga underarter finns listade i Catalogue of Life.